# 陸軍士官學校 (韓國)
陸軍士官学校（韓語：육군사관학교，KMA），韓國陸軍的军官學院，四年制軍事学校，又称“花郎臺”，位于韩国首尔特別市蘆原区孔陵洞。
陆军士官学校成立于1946年5月1日，以“智、仁、勇”为校训。学校设有本科和研究生院。本科毕业生毕业后會获得学士学位和少尉军衔。该校机关报是《陆军士官学校新报》，此外还出版《雏星》杂志:239。 
陆军士官学校设有军事研究机构花郎台研究所，并隔年举办“花郎台国际研讨会”:245，出版物有《军事研究和科学技术》、《军事研究总书》、《国库研究综合集》、《军队相关研究要约集》、《国际研讨会论文集》、《陆军士官学校论文集》等。:259

## 历史

### 早期历史
1945年8月15日日本二戰投降后，美军政厅于11月13日宣布成立“国防司令部”，并于12月5日开设培养军事人才的军事英语学校。美军少校瑞斯任校长，元容德少校任副校长。学校教官由韩美两国人员组成，教授英语、历史、参谋史、汽车驾驶、轻型火器等科目。在其成立到关闭的不到5个月时间里，军事英语学校培训了110名军官。:3-4:3
1946年5月1日，朝鲜警备军官学校正式成立，李亨根少校任校长，张昌国中尉担任副校长、教务部长和学员队长。原军事英语学校尚未授衔的60名学生和警备队选拔出的28名士兵共88人成为学校第1期学员。今天的陆军士官学校以警备军官学校成立日5月1日为建校纪念日。在大韩民国政府正式成立之前，警备军官学校共培训了第1至7期约1,800名军官候选人。:3

### 建国后

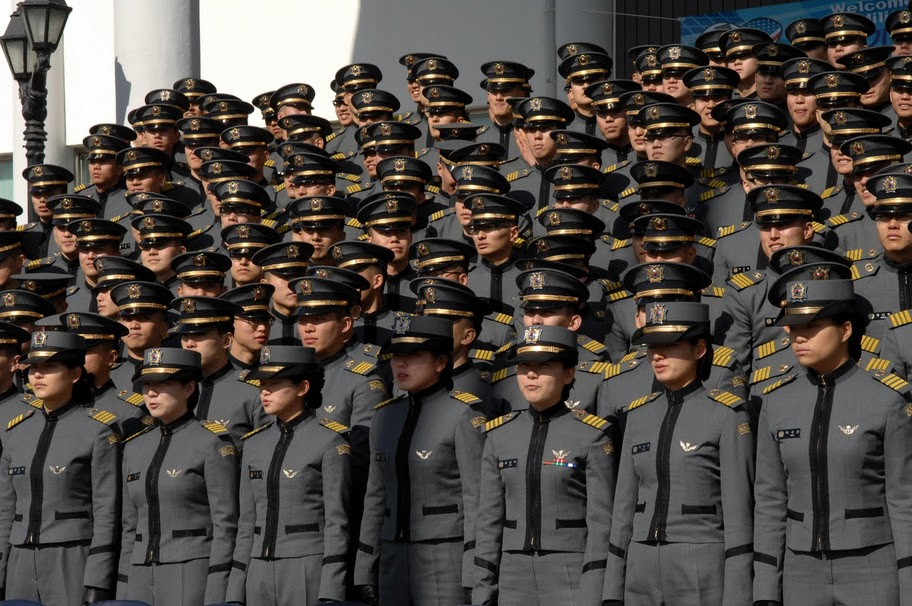
陸軍官校学生

1948年大韩民国政府正式成立后，韩国国军于同年9月5日正式成立，警备军官学校随之改名为陆军士官学校。朝鲜战争期间，陆军士官学校随韩国国军南下。1951年10月21日，学校在庆尚南道镇海市再次开学，招收第11期学员，并开始设立四年制大学课程。学校的教学制度和运作管理以美国西点军校为模本，课程设置以理科为主，并采用“萨尔教学制度（Thayer system）”，实行每日考试、章末考试和期末考试，成为韩国教学制度最为严格的学校。:4-5
1953年7月朝鲜战争休战后，陆军士官学校于次年6月21日迁往目前位于首尔芦原区孔陵洞的校址。1955年10月1日，韩国国会通过了有关军官学校设置的《第374号法令》。陆军士官学校被确定为四年制大学，学生毕业后获得理工科学士学位，并获陆军少尉军衔。学校在新的校址上开始了校园基础设施建设。1957年3月，学校改名为“花郎台”。1958年3月，利用美军第8军将士捐赠的19万美元兴建的图书馆正式开馆，并实行韩国最早的开架式管理。到1960年代末，学校的所有设施几乎均已完备。1970和1980年代，通过对现有设施的翻修，以及扩建，学校对设施进行了全面升级。:5-6
进入1970年代，陆军士官学校开始注重“军队科学化”，以及文、理教学内容均衡的问题。1970年，学校开始分为人文系（文科）和理工系（理科）招收新生，并于1974年开始授予文科学士学位:7。1994年11月1日，军事科学研究生院正式成立，并于1995年1月16日招收第1期研究生。1997年2月20日，陆军士官学校首次向毕业生授予硕士学位:264。1998年2月，学校从第58期学员开始招收女学员。2002年3月，首批女毕业生被授予军衔。

## 教学

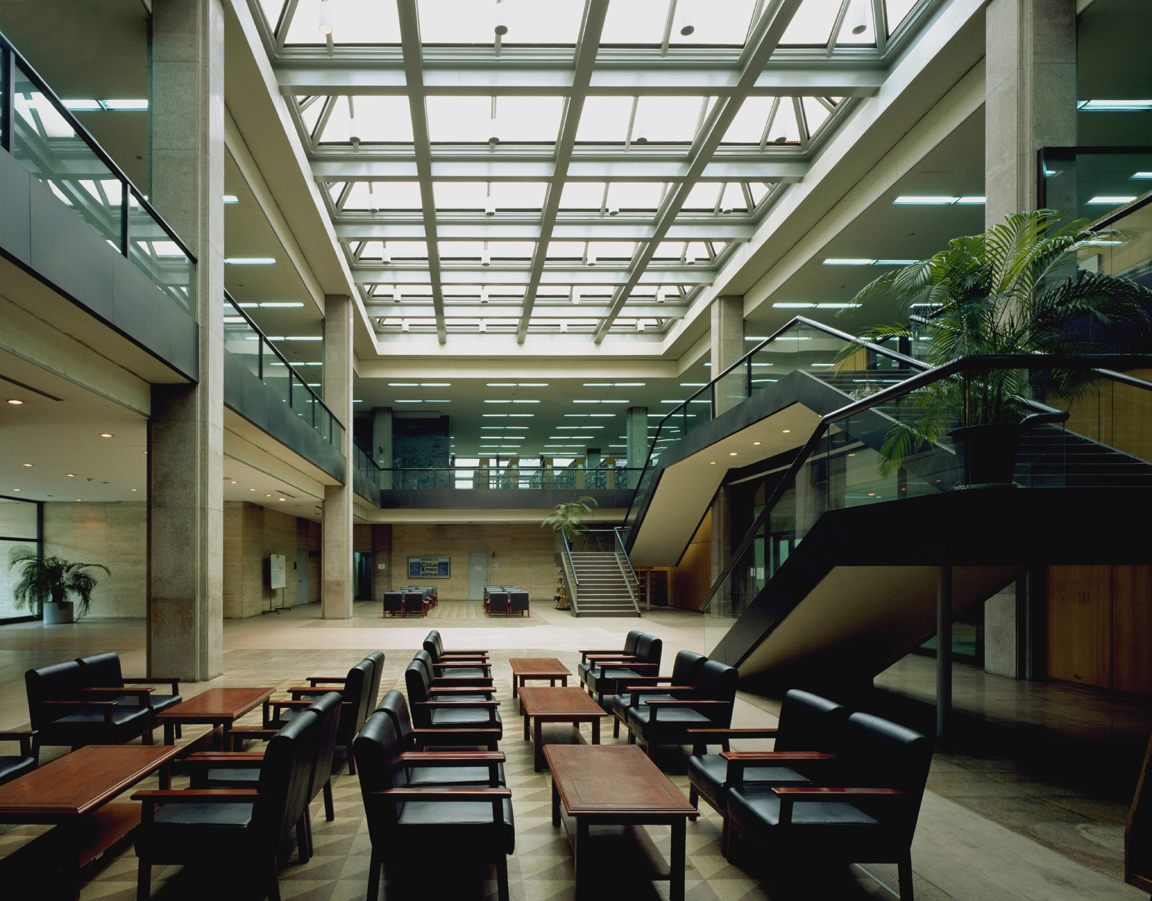
陆軍士官學校图书馆内部

陆军士官学校以“智、仁、勇”为教学理念，以理想军官的四个核心资质：高度的智力、高洁的品质、必胜的信念和强健的体魄为教育目标。:41-45
陆军士官学校在课程设置上广泛涉猎大学基础教育，并重视人性教育:65。作为培养专业军人的特殊学校，军官大学在进行普通专业教学的同时，还进行军事和体能方面的教育。军事教育包括为期6周的新生基础军事训练，每学年为期8周的夏季军事训练，以及普通学期每周两小时的军事理论教育:165。学校在体育方面也有特别的要求。大学四年级时要达到跆拳道2段，柔道1段，剑术1段，合气道1段，并掌握足球、篮球、排球、网球、橄榄球、游泳等体育技能:160-161。
学校设有人文科学（国語、哲学、英語、外国語学、心理学）、社会科学（经济学、法学、理学（数学、物理学、化学）、工学（電子情報工学、環境土木工学）、軍事学（軍事史学、安全保障管理学、武器機械工学、体育学）学科。本科毕业后授予学士学位、陸軍少尉军衔:5。

## 校园

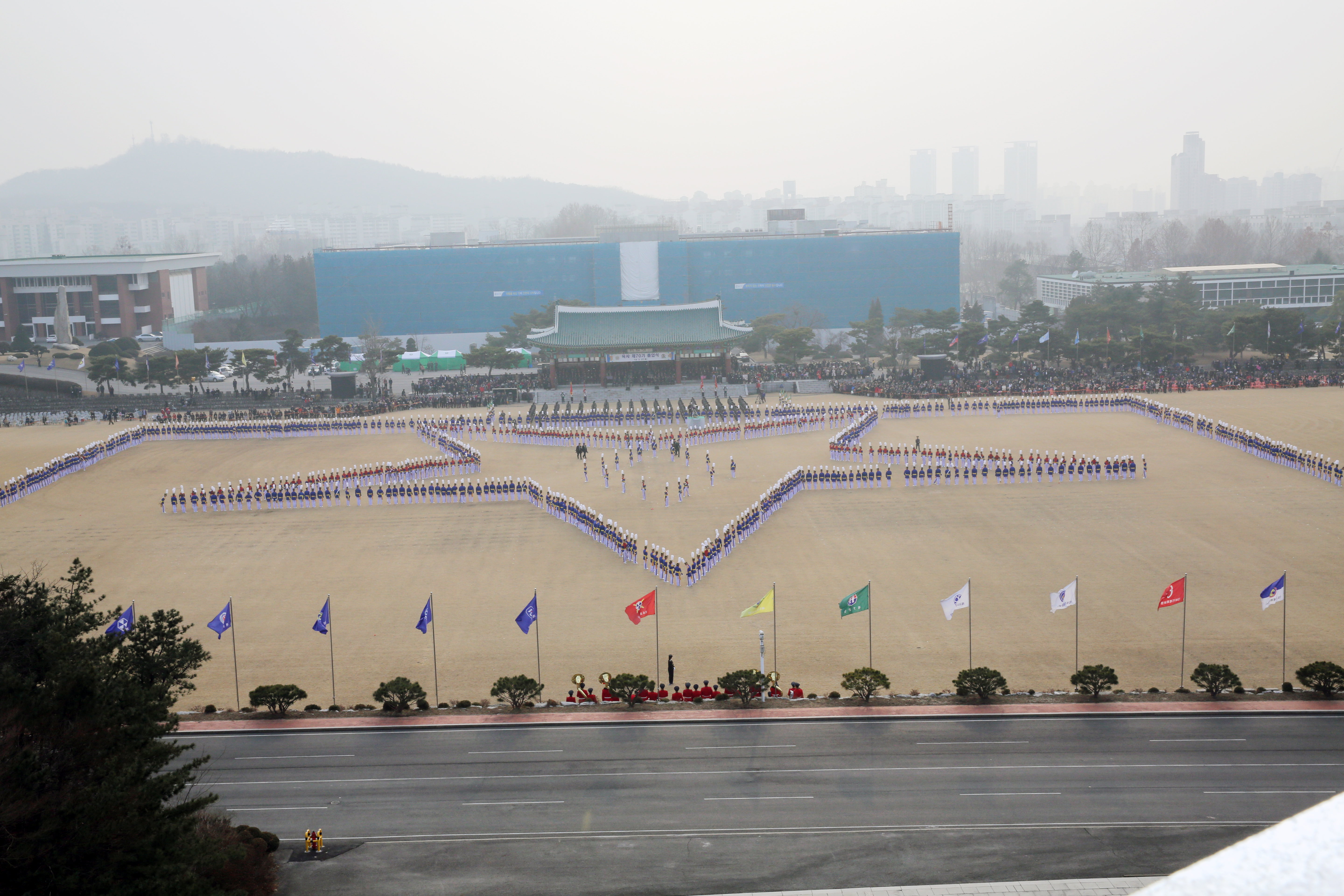
花郎练兵场

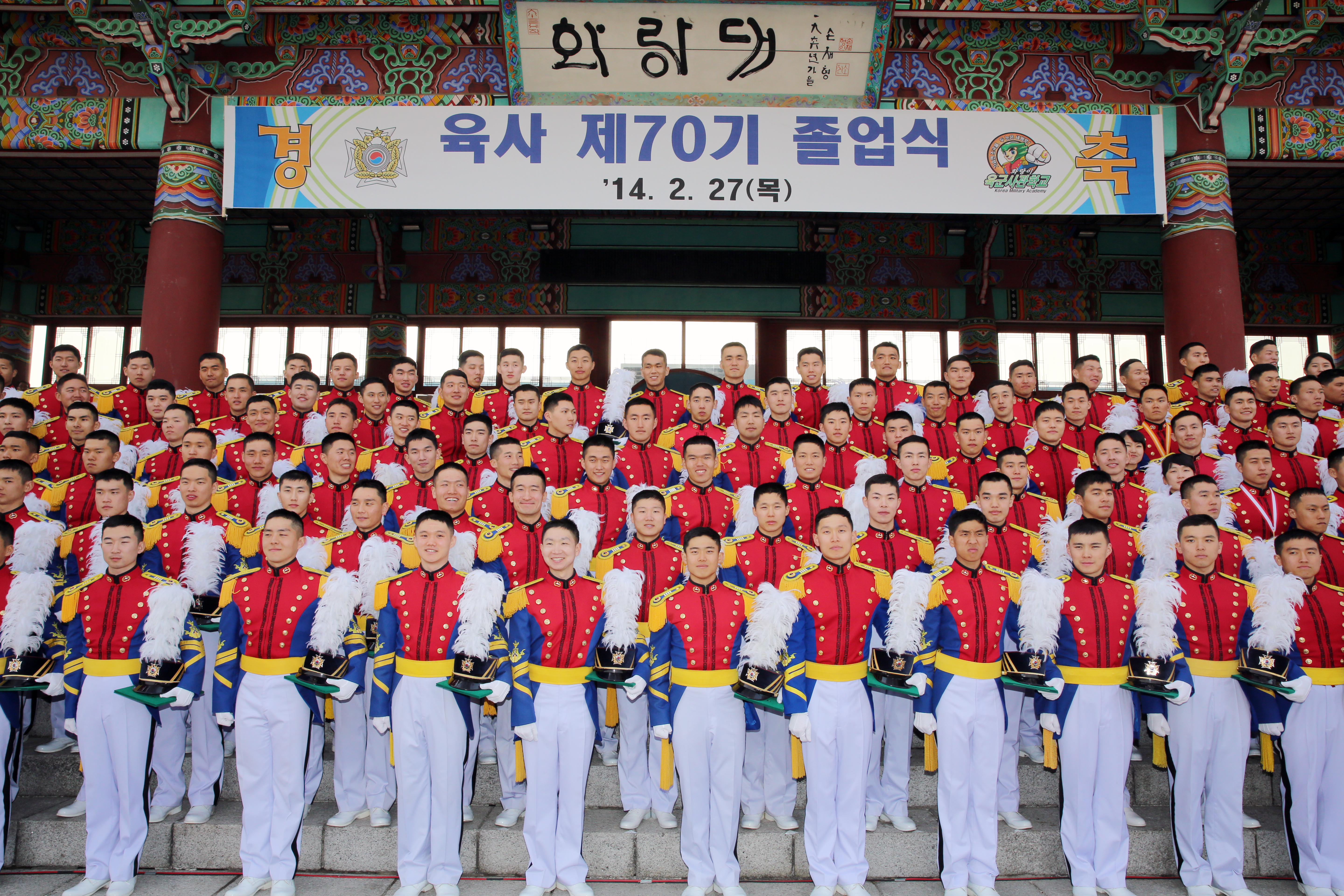
花郎台上的陆军士官學校毕业生

陆军士官学校位于韩国首尔东北部芦原区孔陵洞，面向佛岩山，占地685,055坪，拥有176幢建筑，总建筑面积62,244坪。忠武馆、翼襄馆和兴武馆是学校进行基础教育的三大教育设施。校园内的其它主要建筑设施还有图书馆、花郎练兵场、学校本部、花郎馆、乙支礼堂、陆军博物馆等。:269-270
- 忠武馆：忠武馆以忠武公李舜臣的諡号命名，是军官学校进行基础教育的综合教学楼。忠武馆主建筑分为地上四层，地下一层面积5,736坪。[1]:270

- 翼襄馆：翼襄馆位于图书馆喷水池北侧，建于1974年，是理科及实验实习用的理工科教学楼。翼襄馆以高丽王朝末期和朝鲜王朝初期武将李蒇的諡号命名，以纪念他研制出小炮、新活字印刷术、天文观测仪器以及兵器等的科学精神。翼襄馆是座占地2,200坪，三层的钢筋混凝土白色建筑。[1]:270

- 兴武馆：兴武馆是1977年8月陆军士官学校投资5.3亿元兴建的专门承担军事数育的教学楼。兴武馆总面积1,844坪，是座二层的混凝土建筑。[1]:271

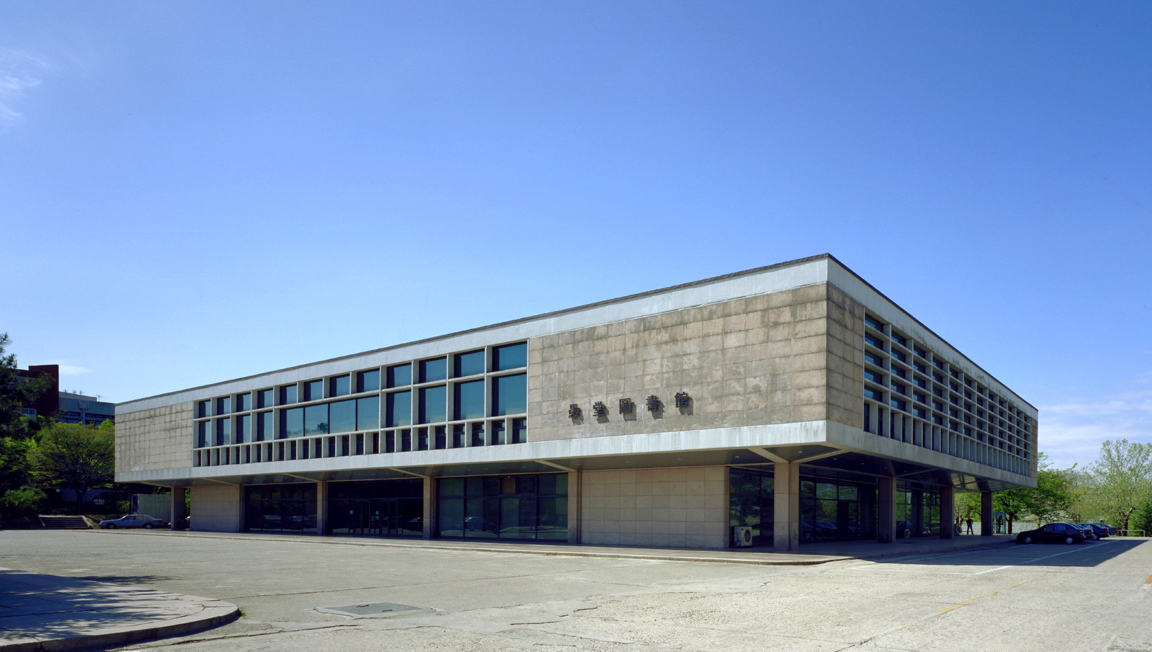
陆軍士官學校图书馆

- 图书馆：陆军士官学校图书馆建于1952年。1958年在美军第8军官兵的捐助下，在花郎台新建了240坪的建筑。1982年4月，图书馆在开馆30周年之际，搬进大宇集团赠予的2000坪现代化建筑。1996年，图书馆实现了计算机化运营。[1]:223

- 花郎练兵场：花郎练兵场建于1958年，是块巨大的草坪，主要用于举行国旗升降仪式和花郎仪式等各种活动，也是学员阅兵式的场地。花郎练兵场的检阅台花郎台外形为传统的朝鲜时期的韩式建筑。[1]:271

- 陆军博物馆：陆军博物馆建于1956年10月，位于花郎练兵场检阅台对面，最初为陆军士官学校的纪念馆，1966年10月扩建后更名为陆军士官学校军事博物馆。1983年3月，博物馆再次进行扩建成面积1815坪的地上三层地下一层建筑，并改名为陆军博物馆。1997年2月1日，博物馆开始对外开放。[1]:234